# Lino Červar
Lino Červar (Delići kod Vrsara, Hrvatska, 22. septembar 1950) rukometni trener i selektor hrvatske rukometne reprezentacije.
Godine 1971. diplomirao je na Pedagoškoj akademiji u Puli te stekao zvanje nastavnika hrvatskoga jezika. Trenersku rukometnu karijeru počeo je u Rukometnom klubu "Triko" iz Novigrada 1974. godine. Godine 1980. trenirao je "Istraturist" iz Umaga s kojim se iz pete lige tokom pet sezona plasirao u prvu Saveznu ligu Jugoslavije.
Od 1991. godine radio je kao trener u Klagenfurtu, Austrija. Od 1994. do 2000. godine bio je trener, odnosno selektor Italijanske rukometne reprezentacije i direktor svih italijanskih rukometnih selekcija. 1998. u Italiji objavljuje knjigu "Moje viđenje rukometa".
2000. bio je trener Badel 1862, a 2002. je imenovan selektorom Hrvatske rukometne reprezentacije.

## Sportski uspesi
- 1991. Imenovan je članom stručnog štaba na prvoj službenoj utakmici s Japanom
- 1997. Pobeda na kvalifikacijama za Svetsko prvenstvo u Japanu s Rukometnom reprezentacijom Italije i prvi nastup Italije na SP
- 1997. osvaja drugo mesto s italijanskom reprezentacijom na Mediteranskim igrama
- 1998. Prvo učešće Italije na evropskom prvenstvu
- 2001. Prvak Hrvatske s RK Badel 1862. Zagreb
- 2003. Prvak s hrvatskom reprezentacijom na svetskom prvenstvu
- 2003. Osvajač italijanskog kupa s RK Papilon Conversano
- 2003. Prvak Italije s RK Papilon Conversano
- 2004. Četvrto mesto s hrvatskom reprezentacijom na Evropskom prvenstvu
- 2004. Prvak Hrvatske i osvajač kupa s RK Badel 1862. Zagreb
- 2004. Olimpijski pobednik s hrvatskom reprezentacijom
- 2005. Srebrna medalja na SP-u održanom u Tunisu.
- 2006. Četvrto mesto na EP-u održanom u Švajcarskoj.
- 2007. Peto mesto na SP-u održanom u Nemačkoj, uz jedan jedini poraz u četvrtfinalu i osam pobeda.
- 2008. Srebrna medalja na evropskom prvenstvu u Norveškoj sa hrvatskom reprezentacijom